# Levellers
Levellers (с англ. — «Левеллеры») — английская фолк-рок и анархо-панк-группа, образованная в Брайтоне в 1988 году. В её состав входят Марк Чедвик (гитара и вокал), Джереми Каннингем (бас-гитара), Чарли Хизер (ударные), Джон Севинк (скрипка), Саймон Френд (гитара и вокал), Мэтт Сэвидж (клавишные) и Дэн Доннелли (гитара и вокал).
Создавая псевдохиппи, слегка панковый фолк-рок с кельтским привкусом, группа выпустила два EP на собственном лейбле Hag в 1989 году, что привело к контракту с Musidisc. Группа выпустила свой первый альбом A Weapon Called the Word в 1990 году. В следующем году Levellers покинули Musidisc, перейдя на China Records. Позже в том же году они выпустили Levelling the Land, который вошел в британские чарты под номером 14 и позже стал золотым. "One Way", первый сингл с альбома, стал хитом номер один в инди-чартах, а тур группы был распродан.
Группа была одной из самых популярных инди-групп в Британии в начале 1990-х годов и выступала на фестивале Гластонбери сначала в 1992 году, а затем в 1994 году, где они выступили в качестве хедлайнеров на сцене The Pyramid Stage перед рекордной аудиторией в 300 000 человек. Они продолжают записываться и гастролировать.

## Характеристики
Название
Группа, описывающая себя как имеющую «левые взгляды на политику», взяла свое название в честь политического движения левеллеров XVII века. Это обсуждалось много лет, но подтверждено в октябре 2014 года участником группы Каннингемом.

## Дискография
Смотри статью «Дискография Levellers» в англ. разделе.
- A Weapon Called the Word (1990)
- Levelling the Land  (1991)
- Levellers (1993)
- Zeitgeist (1995)
- Mouth to Mouth (1997)
- Hello Pig (2000)
- Green Blade Rising (2002)
- Truth and Lies (2005)
- Letters from the Underground (2008)
- Static on the Airwaves (2012)
- We the Collective (2018)
- Peace (2020)
- Together All the Way (2023)